# SpaceX COTS Demo Flight 1
SpaceX COTS Demo Flight 1 (также известный как Dragon C1) — первый полёт автоматического грузового корабля Dragon по программе Commercial Orbital Transportation Services (COTS), согласно контракту, подписанному между SpaceX и NASA в 2006 году.
Основной целью запуска была проверка возможностей корабля в космосе, при возвращении с орбиты и приводнении.

### Запуск
Второй запуск двухступенчатой ракеты-носителя Falcon 9 v1.0 компании SpaceX.
Запуск состоялся 8 декабря 2010 года в 14:43 UTC.

### Орбитальный полёт и возвращение
Через 10 минут корабль отделился от второй ступени и начал самостоятельный полет. Выполняя программу, заложенную в бортовой компьютер, Dragon имитировал заключительную часть процедуры сближения с космической станцией и выполнял соответствующие маневры. Информация с борта передавалась в центр управления через геостационарные спутники системы TDRSS.
После выполнения двух витков вокруг Земли в 18:17 UTC были включены четыре тормозных двигателя Draco, проработавшие 6 минут.
В 18:55 UTC успешно раскрылась парашютная система, и в 19:02 UTC корабль успешно приводнился на расстоянии около 800 км от берегов Южной Калифорнии.
Сейчас Dragon C1 находится в Музее истории авиации и ракетостроения.